# Morąg
Morąg (Mohrungen fino al 1945) è un comune urbano-rurale polacco del distretto di Ostróda, nel voivodato della Varmia-Masuria.
Ricopre una superficie di 310,55 km² e nel 2004 contava 24 998 abitanti.

## Amministrazione

### Gemellaggi
La città è gemellata con:
- Gießen